# Strada statale 239 di Campiglio
La strada statale 239 di Campiglio (SS 239) è una strada statale italiana che collega la Val di Sole con le Valli Giudicarie.

## Percorso
Ha origine a Dimaro dalla strada statale 42 del Tonale e della Mendola e termina a Tione di Trento innestandosi nella strada statale 237 del Caffaro dopo un percorso di 47,600 km.
La strada, uscita dall'abitato di Dimaro, risale la Val Meledrio sino al valico alpino di Campo Carlo Magno e ridiscende in Val Rendena. In essa la strada attraversa i centri turistici di Madonna di Campiglio e Pinzolo.
Il percorso tipicamente montano impone (quando prescritto) l'obbligo delle catene a bordo nei mesi invernali.
La costruzione di questa strada cominciò nel 1894 con un sussidio dell'Impero austriaco di 10.000 fiorini. Fu inaugurata nel giugno 1898.
In seguito al decreto legislativo 2 settembre 1997, n° 320, dal 1º luglio 1998 la gestione è passata dall'ANAS alla Provincia autonoma di Trento per le tratte territorialmente competenti. Quest'ultima ha lasciato la classificazione e la sigla di statale (SS) alla strada, poiché non si tratta di un trasferimento dal demanio dello Stato a quello delle Regioni, ma di una delega in materia di viabilità e pertanto la titolarità resta sempre in capo allo Stato.